# Tomoplagia formosa
Tomoplagia formosa är en tvåvingeart som beskrevs av Aczel 1955. Tomoplagia formosa ingår i släktet Tomoplagia och familjen borrflugor. Inga underarter finns listade i Catalogue of Life.